# Copris brachypterus
Copris brachypterus là một loài bọ cánh cứng trong họ Bọ hung (Scarabaeidae).